# Casimiro di Lippe-Brake
Casimiro di Lippe-Brake (22 luglio 1627 – 12 marzo 1700) fu conte regnante di Lippe-Brake.

## Vita
Casimiro nacque il 22 luglio 1627, come primogenito di Ottone, primo conte di Lippe-Brake (1589-1657) e di sua moglie, la contessa Margherita di Nassau-Dillenburg (1606-1661), figlia del conte Giorgio "il Vecchio".
Studiò a Marburgo e dal 1647 al 1650 effettuò un viaggio culturale tra Bruxelles, Parigi, Lione, Ginevra e l'Italia. Dal 1650 aiutò suo padre.. Questo periodo fu segnato dalla ricostruzione dopo la guerra dei trent'anni e dal miglioramento dei rapporti con il ramo di Lippe-Detmold. Alla morte di suo padre, il 18 dicembre 1657, gli successe come conte di Lippe-Brake trasferendosi nel castello di Brake.
Nel 1663 sposò al contessa Anna Amalia di Sayn-Wittgenstein-Homburg (1642-1683). Fu un periodo di prosperità un nuovo periodo di massimo splendore, visibile attraverso un ampliamento del castello di Brake.
Nel 1692 affidò il governo al figlio maggiore Rodolfo e si trasferì a Schieder.
Il conte Casimiro morì nel 1700.

## Figli
Dal matrimonio con Anna Amalia di Sayn-Wittgenstein-Homburg nacquero i seguenti figli:
- Rodolfo (10 maggio 1664 - 27 ottobre 1707)

∞ 4 novembre 1691 Dorotea di Waldeck (6 luglio 1661 - 23 luglio 1702)
- Ottone (1 agosto 1665 - 3 agosto 1688)
- Ferdinando (5 gennaio 1668 - 27 settembre 1703 ⚔ a Maastricht)
- Edvige Sofia (20 febbraio 1669 - 5 aprile 1738)

∞ 27 ottobre 1685, Luigi Francesco di Sayn-Wittgenstein-Berleburg (17 aprile 1660 - 25 novembre 1694)
- Ernesto (10 maggio 1670 - 19 maggio 1670)
- Ernestina (1 novembre 1671 - 10 novembre 1671)
- Cristina Maria (26 settembre 1673 - 31 gennaio 1732)

∞ 3 gennaio 1696 Federico Maurizio di Bentheim-Tecklenburg (1653 - 1710)
- Luisa (4 novembre 1676 - 9 novembre 1676)

## Ascendenza
|                                       |                                         |                                         | Genitori                                  |  |  | Nonni |  |  | Bisnonni                      |  |  | Trisnonni                |  |
|                                       |                                         |                                         |                                           |  |  |       |  |  | Bernardo VIII, conte di Lippe |  |  | Simone V, conte di Lippe |  |
|                                       |                                         |                                         |                                           |  |  |       |  |  | Bernardo VIII, conte di Lippe |  |  | Simone V, conte di Lippe |  |
|                                       |                                         | Maddalena di Mansfield-Mittelort        |                                           |  |  |       |  |  | Bernardo VIII, conte di Lippe |  |  |                          |  |
| Simone VI, conte di Lippe             |                                         |                                         |                                           |  |  |       |  |  | Bernardo VIII, conte di Lippe |  |  |                          |  |
|                                       |                                         | Caterina di Waldeck-Eisenberg           | Filippo III, conte di Waldeck-Eisenberg   |  |  |       |  |  |                               |  |  |                          |  |
|                                       |                                         | Caterina di Waldeck-Eisenberg           | Filippo III, conte di Waldeck-Eisenberg   |  |  |       |  |  |                               |  |  |                          |  |
|                                       |                                         | Caterina di Waldeck-Eisenberg           | Anna di Kleve                             |  |  |       |  |  |                               |  |  |                          |  |
| Ottone, conte di Lippe-Brake          |                                         | Caterina di Waldeck-Eisenberg           |                                           |  |  |       |  |  |                               |  |  |                          |  |
|                                       |                                         | Otto IV, conte di Holstein-Schaumburg   | Jobst I, conte di Holstein-Schauenburg    |  |  |       |  |  |                               |  |  |                          |  |
|                                       |                                         | Otto IV, conte di Holstein-Schaumburg   | Jobst I, conte di Holstein-Schauenburg    |  |  |       |  |  |                               |  |  |                          |  |
|                                       |                                         | Otto IV, conte di Holstein-Schaumburg   | Maria di Nassau-Siegen                    |  |  |       |  |  |                               |  |  |                          |  |
| Elisabetta di Holstein-Schaumburg     |                                         | Otto IV, conte di Holstein-Schaumburg   |                                           |  |  |       |  |  |                               |  |  |                          |  |
|                                       |                                         | Elisabetta Ursula di Brunswick-Lüneburg | Ernesto I, duca di Brunswick-Lüneburg     |  |  |       |  |  |                               |  |  |                          |  |
|                                       |                                         | Elisabetta Ursula di Brunswick-Lüneburg | Ernesto I, duca di Brunswick-Lüneburg     |  |  |       |  |  |                               |  |  |                          |  |
|                                       |                                         | Elisabetta Ursula di Brunswick-Lüneburg | Sofia di Meclemburgo-Schwerin             |  |  |       |  |  |                               |  |  |                          |  |
| Casimiro, conte di Lippe-Brake        |                                         | Elisabetta Ursula di Brunswick-Lüneburg |                                           |  |  |       |  |  |                               |  |  |                          |  |
|                                       | Giovanni VI, conte di Nassau-Dillenburg | Guglielmo I, conte di Nassau-Dillenburg |                                           |  |  |       |  |  |                               |  |  |                          |  |
|                                       | Giovanni VI, conte di Nassau-Dillenburg | Guglielmo I, conte di Nassau-Dillenburg |                                           |  |  |       |  |  |                               |  |  |                          |  |
|                                       | Giovanni VI, conte di Nassau-Dillenburg | Giuliana di Stolberg-Wernigerode        |                                           |  |  |       |  |  |                               |  |  |                          |  |
| Giorgio V, conte di Nassau-Dillenburg | Giovanni VI, conte di Nassau-Dillenburg |                                         |                                           |  |  |       |  |  |                               |  |  |                          |  |
|                                       |                                         | Elisabetta di Leuchtenberg              | Giorgio III, langravio di Leuchtenberg    |  |  |       |  |  |                               |  |  |                          |  |
|                                       |                                         | Elisabetta di Leuchtenberg              | Giorgio III, langravio di Leuchtenberg    |  |  |       |  |  |                               |  |  |                          |  |
|                                       |                                         | Elisabetta di Leuchtenberg              | Barbara di Brandenburgo-Ansbach-Kulmbach  |  |  |       |  |  |                               |  |  |                          |  |
| Margherita di Nassau-Dillenburg       |                                         | Elisabetta di Leuchtenberg              |                                           |  |  |       |  |  |                               |  |  |                          |  |
|                                       |                                         | Ludovico I, conte di Sayn-Wittgenstein  | Guglielmo I, conte di Sayn-Wittgenstein   |  |  |       |  |  |                               |  |  |                          |  |
|                                       |                                         | Ludovico I, conte di Sayn-Wittgenstein  | Guglielmo I, conte di Sayn-Wittgenstein   |  |  |       |  |  |                               |  |  |                          |  |
|                                       |                                         | Ludovico I, conte di Sayn-Wittgenstein  | Giovanetta di Isenburg-Neumagen           |  |  |       |  |  |                               |  |  |                          |  |
| Amalia di Sayn-Wittgenstein           |                                         | Ludovico I, conte di Sayn-Wittgenstein  |                                           |  |  |       |  |  |                               |  |  |                          |  |
|                                       |                                         | Elisabetta di Solms-Laubach             | Federico Magnus I, conte di Solms-Laubach |  |  |       |  |  |                               |  |  |                          |  |
|                                       |                                         | Elisabetta di Solms-Laubach             | Federico Magnus I, conte di Solms-Laubach |  |  |       |  |  |                               |  |  |                          |  |
|                                       |                                         | Elisabetta di Solms-Laubach             | Agnese di Wied                            |  |  |       |  |  |                               |  |  |                          |  |
|                                       |                                         | Elisabetta di Solms-Laubach             |                                           |  |  |       |  |  |                               |  |  |                          |  |